# Euxootera callimorpha
Euxootera callimorpha là một loài bướm đêm trong họ Noctuidae.